# Aleucanitis herzi
Aleucanitis herzi là một loài bướm đêm trong họ Noctuidae.